# Igreja de Nossa Senhora da Ajuda (Peniche)

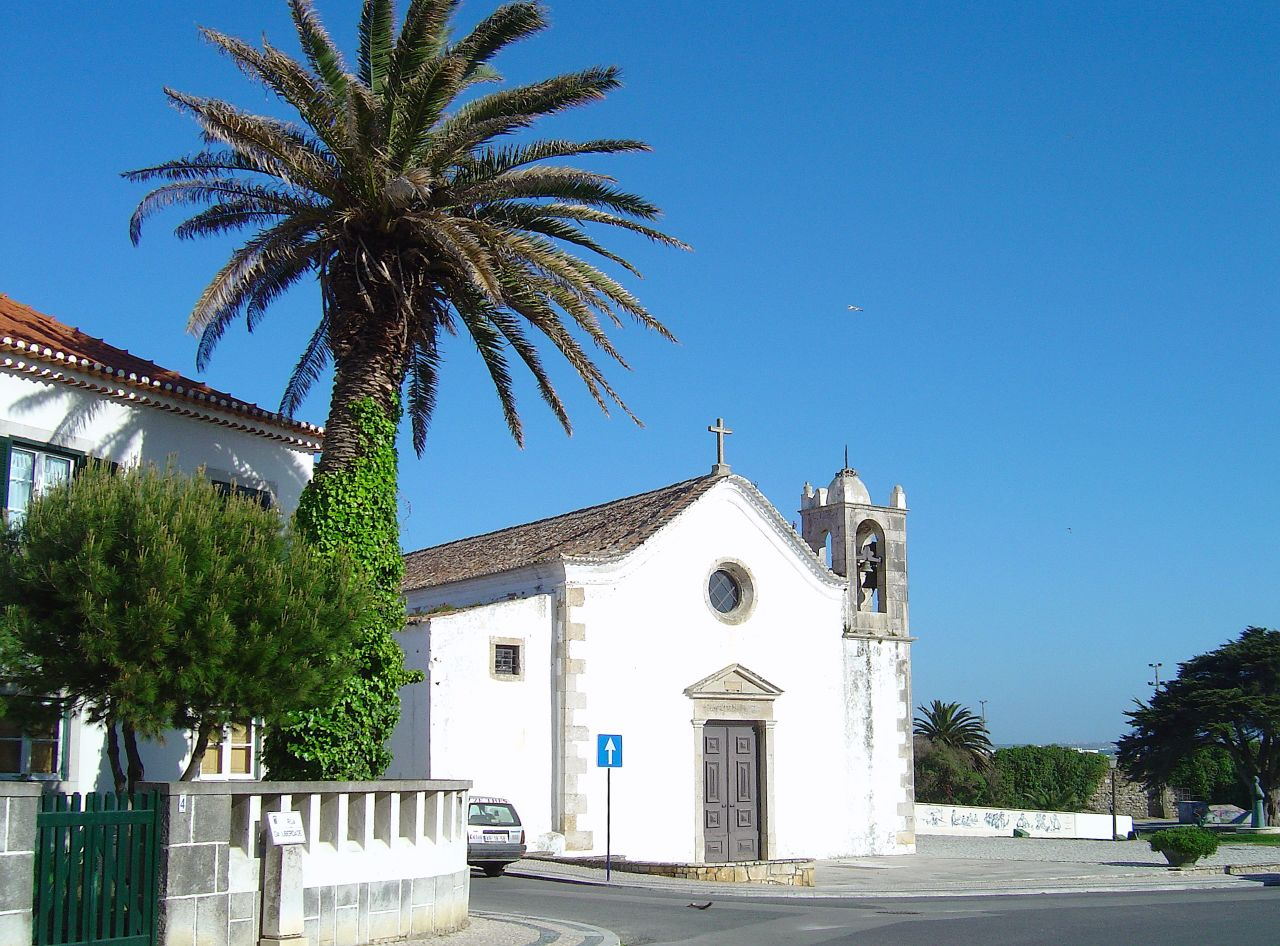

A Igreja de Nossa Senhora da Ajuda é uma igreja portuguesa localizada no bairro da Ajuda, na freguesia e no Município de Peniche.
A sua construção remonta ao século XVI, embora já sejam poucos os traços dessa época. Está ligada à lenda do aparecimento de uma imagem da Virgem na gruta da Papoa, que os pescadores terão transportado para a vizinha capela de São Vicente, enquanto se aguardava a sua conclusão.
Apresenta azulejos com passos da vida da Virgem e temas profanos cobrem as suas parede interiores e um retábulo de talha do final do século XVII. Há ainda uma série de esculturas de madeira que decoram os altares com retábulos de talha dourada.

## História
Em meados do século XVI foi a época provável de construção da igreja, que, em 1569 teve realizada, segundo inscrição, a construção do seu portal principal. Na primeira metade do século XVII houve o revestimento com azulejo da capela-mor.
Em 1717 teve início as obras de remodelação do interior, patrocinadas pelas irmandades de Nossa Senhora da Ajuda e de São Pedro Gonçalves Telmo: aumento da nave no sentido axial, construção da porta travessa, baptistério, pintura do teto da nave, revestimento azulejar, altares em talha, teia de balaústres.